# 基特利茨
基特利茨是德国石勒苏益格－荷尔斯泰因州的一个市镇。总面积17.73平方公里，总人口261人，其中男性142人，女性119人（2011年12月31日），人口密度15人/平方公里。